# ليونارد غريني
ليونارد غريني (بالإنجليزية: Leonard Greene)‏ هو مهندس أمريكي، ولد في 8 يونيو 1918 في نيويورك في الولايات المتحدة، وتوفي في 30 نوفمبر 2006 في مامارونيك في الولايات المتحدة بسبب سرطان الرئة.